# Crljenik
Crljenik – wieś w Chorwacji, w żupanii zadarskiej, w gminie Stankovci. W 2011 roku liczyła 130 mieszkańców.